# Ove Kindvall
Ove Kindvall (Norrköping, 16 de mayo de 1943-5 de agosto de 2025) fue un futbolista sueco que jugaba como delantero.

## Biografía
Después de la escuela secundaria, trabajó en ventas, primero en Kraftemballage (ahora Smurfit Munksjö Packaging AB) y después de su carrera profesional en Fiskeby AB en Norrköping. Según Kindvall, fue la oferta de un trabajo estimulante en lugar del fútbol lo que lo atrajo a Gotemburgo. Allí trabajó primero en Volvo Fritid y luego como jefe de la oficina de Adidas. También fue Adidas lo que lo hizo mudarse a Estocolmo después de su carrera futbolística. Más tarde, trabajó durante muchos años en lo que ahora es Svenska Spel en Estocolmo, primero en el departamento de ventas y luego como gerente de patrocinio para fútbol.

## Carrera
Empezó a jugar en el equipo de su ciudad y en 1966, cuando fue proclamado el mejor jugador del torneo sueco, fue contratado por el Feyenoord Róterdam en Holanda.
El sueco fue el primer gran delantero centro de su propio país después de Gunnar Nordahl. Al igual que el atacante del Milan cincuenta, incluso Kindvall construyó sus éxitos internacionales en el extranjero. Con el Feyenoord, al lado de Israël y Hasil y especialmente Van Hanegem, ganó la Copa de Campeones de Europa en 1970 (primera victoria europea de un equipo neerlandés), derrotando a Celtic Glasgow 2-1 marcando el gol decisivo en el minuto 27 de la prórroga.
En 1969 en el ranking de los Balón de Oro Kindvall estaba detrás de Rivera (ganador), Riva y Gerd Müller, atado incipiente mundo del fútbol, Johan Cruijff y frente a Best, bola saliente de oro, y Beckenbauer.
Kindvall fue tres veces máximo goleador en el torneo nacional de Holanda (en 1967-1968, en 1968-1969 y en 1970-1971), mientras que para el equipo de Suecia, que jugó en la Copa Mundial de Fútbol de 1970 y 1974 anotó 16 goles en 43 partidos para un total en su carrera, sobre 250 objetivos.

### Selección Nacional
Kindvall hizo su debut con la selección nacional de fútbol contra Finlandia en 1965. Participó en la Copa Mundial Jules Rimet de 1970 en México y en la Copa Mundial de la FIFA 1974 en Alemania Occidental. También se convirtió en un gran héroe cuando anotó el gol en el partido de clasificación de 1969 contra Francia, asegurando el avance a la Copa Mundial Jules Rimet a celebrarse en México en 1970. Por esto, Kindvall recibió la medalla de oro de Svenska Dagbladet. En total, jugó 43 partidos con la selección nacional y marcó 16 goles. Jugó su último partido internacional en 1974 contra Irlanda del Norte en las eliminatorias de la Eurocopa.
Kindvall también fue un buen portero de balonmano y en 1961 jugó en la final del Campeonato Sueco para juniors para Norrköpings AIS.

### Comentarista y analista deportivo
Según Bosse Hansson, Ove Kindvall fue el primer experto cuando, junto a Hansson en TV sport, comentó el Mundial de Argentina en 1978 desde el estudio de Estocolmo. Kindvall continuó comentando para deportes de televisión durante varios años y más tarde también para TV3.
Conoció a su esposa Sylvia en 1960 y han estado casados desde 1966. Son los padres de Ulrika Kindvall,[6] Niclas Kindvall y Tina Kindvall. Ove Kindvall es el hermano del hombre de radio Kaj Kindvall.

### Estatua
La estatua de Ove Kindvall fue inaugurada el 21 de octubre de 2024. Se encuentra en el Norrköping Tennis Hall (ahora Holmenhallen) en Södra Promenaden y fue creado por el artista Elo Liiv en Tallin, Estonia. La estatua ha sido pagada por el expresidente Peter Hunt y su familia. En la reunión anual de IFK Norrköping en 2021, se decidió nombrar una sección de los stands con el nombre de Ove Kindvall, lo que se llevó a cabo en relación con la inauguración de la estatua. Con un discurso de Mats Willner, el exjugador del IFK Mathias Florén y su hijo levantaron el telón. [3]
Peter Hunt falleció a principios de año, pero su familia estuvo representada y la familia de Ove Kindvall con su hijo Niklas Kindvall también estuvo presente, el propio Ove no pudo participar por razones de salud. Varios grandes jugadores y líderes estuvieron presentes en la ceremonia, incluidos Janne Hellström, Eine Fredriksson y el ex entrenador nacional Janne Andresson.

## Logros

### Club
- Allsvenskan: 1962, 1963
- Intercontinental Cup: 1970
- European Cup: 1969–70
- Intertoto Cup: 1967, 1968
- Eredivisie: 1968–69, 1970–71
- KNVB Cup: 1968-69

### Individual
- Guldbollen: 1966
- Goleador de la Allsvenskan: 1966
- Goleador de la Eredivisie: 1967–68, 1968-69, 1970–71
- 4° lugar por el Ballon d'Or: 1969 (compartido con Johan Cruyff)
- Equipo Ideal de la FUWO: 1969[2]